# Josip Juranović
Josip Juranović ( pronúncia em servo-croata: [jǒsip jurǎːnoʋitɕ] ; Zagreb - 16 de agosto de 1995) é um futebolista croata que joga como lateral-direito do Union Berlin e da seleção croata.
Assinou com o Celtic, da Premiership escocesa, em agosto de 2021, vindo do Legia Varsóvia, por um contrato de cinco anos. A taxa de transferência foi de 2,5 milhões de libras. Apesar de jogar a maior parte de sua carreira profissional como lateral-direito, Juranovic começaria como lateral-esquerdo durante sua fase inicial no Celtic, incluindo sua estreia contra o Rangers em Ibrox . Ele assumiria o papel de cobrador de pênaltis do Celtic em sua primeira temporada, marcando notavelmente contra o Real Betis, Bayer Levurkusen e outras três vezes no campeonato. Em dezembro, ele participou da vitória do Celtic na Copa da Liga contra o Hibernian . Suas contribuições para a defesa do título do Celtic o levariam a ganhar uma vaga na Equipe do Ano da PFA Escócia.
Em 14 de janeiro de 2017, fez sua estreia internacional no playoff do terceiro lugar da Copa da China de 2017 contra a Seleção Chinesa de Futebol, a Croácia perdeu por 5 a 4 nos pênaltis após um empate sem gols. Em 17 de maio de 2021, ele foi selecionado para a seleção de 26 jogadores da Croácia para o UEFA Euro 2020 . Ele jogou 2 jogos pela equipe no torneio, uma vitória por 3-1 contra a Escócia na fase de grupos e uma derrota por 5-3 para a Espanha nas oitavas de final.
Em 9 de novembro de 2022, foi selecionado para a seleção de 26 jogadores da Croácia para a Copa do Mundo da FIFA de 2022.
É de Dubrava, na capital de Zagreb. Ele foi para a escola primária Mato Lovrak em Klaka, Dubrava.